# Kutana (ułus suntarski)
Kutana (ros. Кутана) – wieś w Rosji, w Jakucji, w ułusie suntarskim. W 2021 liczyła 721 mieszkańców.